# Villa rustica de la Tibru
Villa rustica este situată în apropierea localității Tibru din județul Alba. 

## Legături exerne
- Roman castra from Romania (includes villae rusticae) - Google Maps / Earth Arhivat în 5 decembrie 2012, la Archive.is